# Neil Bogart
Pour les articles homonymes, voir Bogart (homonymie).
Neil Bogart, né Neil E. Bogatz le 3 février 1943 à Brooklyn et mort le 8 mai 1982, est un producteur de musique américain.

## Biographie
Il est chanteur dans les années 1960 sous le nom de Neil Scott.
Il a fondé le label Casablanca Records avec Peter Guber. Il y signe notamment le groupe Kiss, T. Rex et Parliament et prend une grande part dans la montée du disco via Donna Summer et les Village People.
Lorsque le disco est moins à la mode, il fonde Boardwalk Records et passe à la new wave.
Il meurt d'un cancer à 39 ans. Il a deux fils nés de son union avec Joyce Trabulus, Evan Bogart, un auteur-compositeur, et Timothy Scott Bogart.

## Producteur de films
- 1978 : Dieu merci, c'est vendredi (Thank God It's Friday), de Robert Klane (Comme producteur délégué.)

## Postérité
Un fonds caritatif de lutte contre le cancer, le Bogart Pediatric Cancer Research Program, a été créé en sa mémoire en 1983 en lien avec le Children's Hospital Los Angeles.
Les albums Creatures of the Night de Kiss et Donna Summer de Donna Summer lui sont dédiés.
Dans le film Rien n'arrête la musique (1980), Paul Sand joue un personnage inspiré de Neil Bogart.
Un film biographique, Spinning Gold, est sorti en 2023. Jeremy Jordan y est l'interprète principal.